# Lijst van spelers van PSV (vrouwen)
Dit is een lijst van voetballers die minimaal één officiële wedstrijd hebben gespeeld in het eerste elftal van de Nederlandse vrouwenvoetbalclub PSV of PSV/FC Eindhoven.

## A
- Lucie Akkerman (2015 t/m 2018)
- Lisan Alkemade (2019 t/m heden)

## B
- Femke Bastiaen (2022 t/m 2024)
- Sabine Becx (2013 t/m 2017)
- Mandy van den Berg (2020 t/m heden)
- Marjolijn van den Bighelaar (2012 t/m 2013)
- Janneke Bijl (2012 t/m 2014)
- Dominique Bond Flasza (2018 t/m heden)
- Manon van den Boogaard (2012 t/m 2014)
- Ibtissam Mouharat (2014 t/m 2016)
- Melanie Bross (2018 t/m heden)
- Marije Brummel (2012 t/m 2013)
- Veerle Buurman (2034 t/m heden)

## C
- Sylke Calleeuw (2012 t/m 2016)
- Angela Christ (2012 t/m 2018)
- Nadia Coolen (2012 t/m 2024)
- Rachel Cuschieri (2018 t/m heden)

## D
- Kim DeCesare (2017 t/m 2018)
- Ranneke Derks (2024 t/m heden)
- Daniëlle van de Donk (2012 t/m 2015)
- Kayleigh van Dooren (2018 t/m 2021)

## E
- Vera Egelmeers (2012 t/m 2015)
- Kristina Erman (2017 t/m heden)
- Maran van Erp (2012 t/m 2016)
- Kika van Es (2012 t/m 2016)
- Melissa Evers (2012 t/m 2017)

## F
- Sisca Folkertsma (2015 t/m 2017)

## G
- Suzanne Giesen (2023 t/m heden)
- Merel Groenen (2012 t/m 2013)

## H
- Nadine Hanssen (2012 t/m 2013)
- Gwyneth Hendriks (2022 t/m heden)
- Michelle Hendriks (2014 t/m heden)
- Zera Hulswit (2022 t/m heden)

## K
- Marlou Kelleners (2012 t/m 2016)
- Nadja Kleinikel (2014 t/m 2015)
- Senna Koeleman (2022 t/m heden)
- Kirsten Koopmans (2016 t/m 2018)
- Suzanne de Kort (2012 t/m 2014)
- Anna Björk Kristjánsdóttir (2018 t/m heden)
- Jeslynn Kuijpers (2012 t/m heden)

## L
- Michelle van der Laan (2013 t/m 2015)
- Robine Lacroix (2024 t/m heden)
- Romée Leuchter (2018 t/m 2021)
- Janou Levels (2018 t/m 2023)
- Vanity Lewerissa (2015 t/m 2018)
- Vita van der Linden (2013 t/m 2015)
- Tabitha Lingier (2013 t/m 2014)

## M
- Shi-Jona Martina (2022-heden)
- Myrthe Morrees (2013 t/m 2017)
- Kim Mourmans (2015 t/m 2018)
- Cassie Miller (2018 t/m 2019)
- Amber Mutsaers (2015 t/m 2016)

## N
- Sofia Nati (2018 t/m 2019)
- Nina Nijstad (2022 t/m heden)
- Aniek Nouwen (2016 t/m 2021)

## P
- Naomi Pattiwael (2018 t/m 2022)
- Corine Peels (2013 t/m 2018)
- Marlou Peeters (2012 t/m 2015)
- Nadja Pfeiffer (2014 t/m 2015)
- Moon Pondes

## R
- Pleun Raaijmakers (2016 t/m heden)
- Zsófia Rácz (2017 t/m 2018)
- Dianne Reemers (2015 t/m 2017)
- Natasha Ribbens (2014 t/m 2015)
- Indiah-Paige Riley (2023 t/m heden)
- Chimera Ripa (2022 t/m heden)
- Mirte Roelvink (2013 t/m 2014)
- Nikki de Roest (2012 t/m 2013)

## S
- Maureen Sanders (2017 t/m 2018)
- Elixabete Sarasola (2018 t/m heden)
- Yvonne van Schijndel (2016 t/m heden)
- Sharon Schoonderbeek (2014 t/m 2015)
- Nurija van Schoonhoven (2018 t/m heden)
- Joëlle Smits (2018-2021, 2022-heden)
- Maxime Snellenberg (2021-heden)
- Katja Snoeijs (2018 t/m heden)
- Kelly Steen (2017 t/m 2018)
- Fleur Stoit (2023 t/m heden)
- Laura Strik (2013 t/m 2016)
- Vanessa Susanna (2015 t/m 2018)

## T
- Annerens Tijm (2015 t/m 2018)
- Sara Thrige (2024 t/m heden)
- Kealyn Thomas (2023-heden)

## V
- Davinia Vanmechelen (2018 t/m heden)
- Janneke Verheijen (2021 t/m heden)
- Renate Verhoeven (2012 t/m 2014)
- Lisanne Vermeulen (2013 t/m 2015)
- Jette van Vlerken (2012 t/m 2015)
- Sari van Veenendaal (2020 t/m 2022)

## W
- Vera ten Westeneind (2017 t/m heden)
- Mauri van de Wetering (2012 t/m heden)
- Maddy Williams (2018 t/m heden)
- Samantha Witteman (2018)
- Siri Worm (2022 t/m heden)
- Marthe van de Wouw (2013 t/m 2014)

## Y
- Sara Yuceil (2017 t/m heden)

## Z
- Aline Zeler (2018 t/m heden)